# Jacques-André Portail
Jacques-André Portail, né à Brest le 4 septembre 1695 et mort à Versailles le 5 novembre 1759, est un peintre français, connu principalement pour ses dessins. La rue Portail, située à Nantes, a été baptisée ainsi en 1869 pour honorer la mémoire du peintre.
Fils de Nicolas Portail, un des architectes de la cathédrale de Nantes. Il se forme ainsi à l'architecture avant de s'orienter vers la peinture.
Peintre et dessinateur en vogue au XVIIIe siècle, membre de l'Académie royale de peinture, il est également connu pour ces fonctions d'administrateur : de 1740 à 1759, il fut en effet garde général du Cabinet des tableaux du roi, lieu de conservation des collections royales de peinture et de diffusion des portraits royaux, situé à Versailles dans l’hôtel de la Surintendance.
Il est également réputé pour avoir été le correspondant de cour d'Antoine Watteau.

## Œuvre
- Les Brodeuses, pierre noire, pierre rouge, 29 × 30 cm, Albertina (musée), Vienne[2]
- Vue des jardins et du château de Versailles prise du bassin de Neptune, vers 1740, plume, lavis, aquarelle, Musée national des châteaux de Versailles et de Trianon[3]
- Le Mendiant, pierre noire, sanguine, aquarelle, 32 × 15 cm, Collection privée, Vente Bailly-Pommery 1990
- Nature morte au chou et au canard, aquarelle, 26 × 31 cm, Collection privée, Vente Bailly-Pommery 1990
- Portrait d'une femme tenant une partition, aquarelle, craie, lavis gris et mine de plomb, 35 × 28 cm, Musées d'art de Harvard[4]